# حنا صافية
حنا صافية (1910 - 1979) هو مصور فلسطيني، ولد في مدينة القدس وهو من أوائل المصورين العرب المقدسيين في القرن العشرين، وعمل في بداية مشواره المهني لدى قسم التصوير الفوتوغرافي في فندق الأمريكان كولوني مساعداً للمصور السويدي الشهير إريك ماتسون حتى عام 1946، وخلال نكبة عام 1948 قام بتوثيق مجزرة دير ياسين، كما قام بتوثيق جنازة عبد القادر الحسيني في نيسان عام 1948. توفي حنّا عام 1979.
نشر ابنه رافي مجموعة كبيرة من صور ابيه موجودة في كتاب صدر حديثاً بعنوان «حنا صافية: رجل وكاميرته، صور فلسطين (1927-1967)».

## سيرته
حنا صافية انضم إلى بعثة أثرية ليكون مصورًا تحت الماء بحثاً عن آثار سدوم وعمورة في البحر الميت وقام بتغطية مؤتمر أريحا الشهير في عام 1950 وعمل مصورًا توثيقيًا لدى الحكومة الأردنية حيث قام بتوثيق أحداث مهمة من خلال صوره كزيارة قداسة البابا بولس السادس إلى فلسطين في عام 1964، وبعد حرب النكسة رجع إلى الاستديو الخاص به ليجد أرشيفه قبل العام 1948 قد نُهب مع كامل معدات التصوير، وقد استُرجعت بعض الصور النادرة بسبب نشرها في بعض الصحف والمجلات العالمية قبل الحرب مثل مجلة ناشيونال جيوغرافيك، ومجلة ريدرز دايجست، ولندن نيوز، ووكالة أسوشيتد برس سيرفيسز. استكمل مسيرته المهنية بعد حرب النكسة عام 1967 ووثق من خلال عدسته وصوره هدم البيوت العربية في الربع اليهودي وكذلك عملية حرق المسجد الأقصى في العام الذي يليه.